# NGC 7757
NGC 7757 = Arp 68 ist eine Spiralgalaxie vom Hubble-Typ SA(rs)c im Sternbild  Fische auf der Ekliptik. Sie ist schätzungsweise 138 Millionen Lichtjahre von der Milchstraße entfernt und hat einen Durchmesser von etwa 95.000 Lichtjahren.
Im selben Himmelsareal befindet sich u. a. die Galaxie NGC 7750.
Halton Arp gliederte seinen Katalog ungewöhnlicher Galaxien nach rein morphologischen Kriterien in Gruppen. Diese Galaxie gehört zu der Klasse Spiralgalaxien mit einem kleinen Begleiter hoher Flächenhelligkeit auf einem Arm (Arp-Katalog).
Das Objekt wurde am 24. September 1830 von John Herschel entdeckt.

## NGC 7757-Gruppe (LGG 482)
| Galaxie   | Alternativname | Entfernung / Mio. Lj |
| --------- | -------------- | -------------------- |
| NGC 7731  | PGC 72128      | 135                  |
| NGC 7732  | PGC 72131      | 136                  |
| NGC 7750  | PGC 72367      | 137                  |
| NGC 7757  | PGC 72491      | 138                  |
| NGC 7756? | PGC 72493      | ?                    |